# Eois rectifasciata
Eois rectifasciata là một loài bướm đêm trong họ Geometridae.